# Phlox longifolia
Espèce
Classification phylogénétique
Phlox longifolia est une espèce de plantes à fleurs de la famille des Polemoniaceae. C'est une plante herbacée originaire de l'ouest de l'Amérique du Nord.

## Description morphologique

### Appareil végétatif
C'est une plante herbacée pérenne qui présente des variations au niveau morphologique en fonction de la localisation géographique et écologique des individus, encore à l'étude.
C'est une plante à racine pivotante qui forme des touffes de 3 à 10 tiges minces de 10 à 40 cm de hauteur. Les feuilles sont longues (7 ou 8 cm de longueur), très étroites, et opposées.

### Appareil reproducteur
La floraison survient entre avril et juillet.
Les fleurs sont en groupes lâches de deux ou trois fleurs et sont légèrement parfumées. Le calice mesure entre 7 et 12 mm de longueur. La corolle, de couleur rose, mauve pâle ou blanche, est formée de 5 pétales soudés en tube sur 1 à 3 cm et se finissant par 5 lobes libres, arrondis, s'épanouissant sur un diamètre moyen de 2,5 cm. Les étamines sont insérées sur la partie supérieure du tube de la corolle.

## Répartition et habitat

### Répartition
Son aire de répartition couvre une partie de l'ouest de l'Amérique du Nord. Au nord, elle s'étend à l'est de la Chaîne des Cascades, du sud de l'État de Colombie-Britannique au Canada jusqu'au Montana. Cette aire s'étend vers le sud jusqu'au Nouveau-Mexique aux États-Unis, et vers l'ouest jusque dans les montagnes Rocheuses de l'est californien.

### Habitat
Ce phlox vit dans des zones arides sur sol rocailleux ou sablonneux, en espace découvert, ou dans des zones de buissons ou de bois peu denses. Cette espèce demande peu d'eau mais beaucoup de lumière. Elle pousse généralement entre 900 et 2 100 m d'altitude.

## Systématique

### Taxonomie
Phlox longifolia a été nommé et décrit en 1834 par le naturaliste britannique Thomas Nuttall dans le périodique "Journal of the Academy of Natural Sciences of Philadelphia".

### Sous-espèces
Selon ITIS, il existerait deux sous-espèces de Phlox longifolia :
- Phlox longifolia subsp. brevifolia (Gray) Mason
- Phlox longifolia subsp. longifolia Nutt.

Selon le Missouri Botanical Garden, ces sous-espèces seraient plus nombreuses:
- Phlox longifolia subsp. brevifolia H. Mason
- Phlox longifolia subsp. calva Wherry
- Phlox longifolia subsp. compacta (Brand) Wherry
- Phlox longifolia subsp. cortezana (A. Nelson) Wherry
- Phlox longifolia subsp. humilis (Douglas ex Hook.) Wherry
- Phlox longifolia subsp. longifolia Nutt.
- Phlox longifolia subsp. longipes (M.E. Jones) Wherry
- Phlox longifolia subsp. viridis (E.E. Nelson) Wherry

### Photos
- Galerie de photos de Phlox longifolia sur Calphotos